# Doloclanes conjungens
Doloclanes conjungens är en nattsländeart som beskrevs av Wolfram Mey 1993. Doloclanes conjungens ingår i släktet Doloclanes och familjen stengömmenattsländor. Inga underarter finns listade i Catalogue of Life.